# Cador
Cador (Latin: Cadorius) er en sagn-hertug over Cornwall, der primært kendes i Geoffrey af Monmouths pseudohistoriske Historia Regum Britanniae og tidligere manuskripter brugt som kilder som Life of Carantoc. I walisiske genealogiske optegnelser optræder han som Cado (Cadwr), søn af den corniske kong Geraint. Tidlige kilder beskriver ham som værende i familie med kong Arthur, men detaljerne om deres relation er normalt ikke specificeret.